# مارکوس زوئک
 مارکوس زوئک (آلمانی: Marcus Zoecke؛ زادهٔ ۱۰ مهٔ ۱۹۶۸) یک تنیس‌باز اهل آلمان است. 